# Psammophis trigrammus
Psammophis trigrammus är en ormart som beskrevs av Günther 1865. Psammophis trigrammus ingår i släktet Psammophis och familjen snokar. Inga underarter finns listade i Catalogue of Life.
Denna orm förekommer i Namibia och i sydvästra Angola. Arten lever i låglandet och i bergstrakter upp till 1600 meter över havet. Individerna vistas i torra savanner och buskskogar med klippig grund. De är aktiva på dagen och har ödlor som föda. Honor lägger ägg.
För beståndet är inga hot kända. Hela populationen anses vara stabil. IUCN listar arten som livskraftig (LC).